# Pararchinotodelphys phallusiae
Pararchinotodelphys phallusiae is een eenoogkreeftjessoort uit de familie van de Archinotodelphyidae. De wetenschappelijke naam van de soort is voor het eerst geldig gepubliceerd in 1923 door Hansen.